# Allophylus glabratus
Allophylus glabratus là một loài thực vật có hoa trong họ Bồ hòn. Loài này được (Kunth) Radlk. mô tả khoa học đầu tiên năm 1895.